# Nagy-Bakonyi Boglárka
Nagy-Bakonyi Boglárka (Budapest, 1994. október 27. –) magyar színésznő.

## Életpályája
A Balázs Ágnes és Gáspár András által létrehozott ÁSZ Drámaiskolában kezdett komolyabban a színészettel foglalkozni.A Madách Imre Gimnáziumban érettségizett. 2014–2019 között a Színház- és Filmművészeti Egyetem hallgatója volt, Novák Eszter és Selmeczi György osztályában. 2019-től a szombathelyi Weöres Sándor Színház tagja.

## Fontosabb színpadi szerepei
- William Shakespeare: Vízkereszt, vagy bánom is én... Viola, fiatal nemes lány
- Heinrich von Kleist: Az eltört korsó... Éva
- Nyikolaj Vasziljevics Gogol – Mohácsi István – Mohácsi János: Revizor... Praszkovja Fjodorovna Alazeja, titkárnő és szobalány
- Bertolt Brecht – Kurt Weill: Koldusopera... Polly
- George Bernard Shaw: Sosem lehet tudni... Dolly
- Samuel Beckett: A játszma vége... Hamm
- Peter Shaffer: Equus... Eszter, bírónő; Dóra, Alan anyja; Jill
- Georges Feydeau: Kis hölgy a Maximból... Clémentine
- Georges Feydeau: Bolha a fülbe... Lucienne Homenides De Histangua
- Brian Friel: Pogánytánc... Rose
- Simona Semenič: 5 fiú... Dénes
- Jimmy Roberts – Joe DiPietro : Ájlávjú... Nő 1
- Szigligeti Ede – Mohácsi István – Mohácsi János: Liliomfi... Boglárka (a vak menyéthez címzett kocsma népe)
- Barta Lajos: Szerelem... Böske
- Várkonyi Mátyás – Miklós Tibor: Sztárcsinálók... Ulrika
- Lőrinczy Attila: Haragossziget... Stuci,(Erika lánya, Zsomer szerelme)
- Légrádi Gergely: Énis, teis... A gyakornok
- Móricz Zsigmond – Tóth Réka Ágnes: Kivilágos kivirradtig... Frici, Dobyné nagyobbik leánya
- Pintér Béla – Darvas Benedek: Gyévuska... Tatjana, partizánnő
- John Steinbeck ― Jerry Bock: Hegedűs a háztetőn... Cejtel
- Hadar Galron: Mikve... Almaz

## Film és sorozatszerepei
- Hét kis véletlen (2020)
- Zanox – Kockázatok és mellékhatások (2022)
- A Király (sorozat, 2022)

## Díjai, elismerései
- Holdbeli csónakos-díj (2020)
- Volvo Alpok Autó Különdíj (2020)